# برونو انگلمایر
برونو انگلمایر (انگلیسی: Bruno Engelmeier; ۵ سپتامبر ۱۹۲۷ – ۲ ژوئیهٔ ۱۹۹۱) بازیکن فوتبال اهل اتریش بود.
از باشگاه‌هایی که در آن بازی کرده‌است می‌توان به باشگاه فوتبال فرست وینا اشاره کرد.
وی همچنین در تیم ملی فوتبال اتریش بازی کرده‌است.